# Дудін Лев Володимирович
Лев Володимирович Дудін (псевдонім Н. Градобоєв, 31 січня 1910 Вільно — 25 грудень 1984, Нью-Йорк) — журналіст, який працював у колабораціоністських виданнях Києва під час німецької окупації. У післявоєнний період — совєтолог, співробітник радіо «Свобода», письменник-мемуарист.

## Біографія
З 1927 р — в Києві, проживав за адресою: вул. Короленка (нині Володимирська), 18, кв. 16. Закінчив інститут (факультет?) Іноземних мов, працював викладачем, в тому числі за межами України. З 1939 р до початку війни завідував кафедрою іноземних мов в Київському державному університеті. Доцент, кандидат філологічних наук (1941).
У період окупації працював в окупаційній пресі м. Києва. Спочатку був перекладачем в газеті «Українське слово» під редакцією І. Рогача, доносив на членів редакції. Після арешту редакції і закриття газети перейшов в новоутворене видання «Нове українське слово» під редакцією К. Штеппи, пізніше почав редагувати власну російськомовну газету «Последние новости». У травні 1942 р. переїхав до Берліна. У Німеччині став активним учасником руху Власова, з листопада 1944 — заступник начальника Головного Управління пропаганди КОНР. Брав участь в розробці тексту Празького маніфесту КОНР. Вступив в НТС.
Після закінчення війни працював в Німеччині перекладачем, викладачем, журналістом в російській і німецькій пресі. Переселився в США і продовжував писати і виступати під псевдонімами Микола Градобоев, Іван Смирнов та іншими. Співробітник газети «Новое русское слово», радіо «Свобода» і «Вільна Європа». Попри тенденційне ставлення до діячів українського руху і відомості про співпрацю з німцями, спогади про життя в окупованому Києві містять багато важливих підробиць.

## Твори
- Л. В. Дудин. В оккупации [Архівовано 21 вересня 2021 у Wayback Machine.] / К. Александров. Под немцами. Воспоминания, свидетельства, документы.
- Н. Градобоев. Десталинизация. Разоблачения XXII съезда КПСС. Издательство ЦОПЭ.